# شقاقل

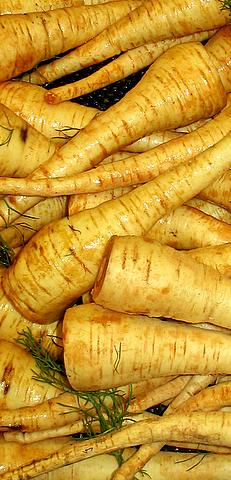
شقاقل معمولی (نرگسی شیرازی)

شَقاقُل یا هویج قمی گیاهی است از تیره چتریان و از جنس پاستانیکا. گیاهی است علفی، پایا (چندساله) و بومی جنگل‌های شمال ایران. در غرب آسیا و شرق اروپا نیز گونه‌هایی از آن می‌روید. تاکنون در جهان، نزدیک به ۲۵ گونه از این گیاه شناسایی شده است که ۳ گونه آن در ایران می‌روید.
شقاقل یک ساقه زیرزمینی (ریزوم) دارد، که لوله‌ای شکل و سخت و به رنگ نخودیِ مایل زرد است، روی آن بندهای منظم و حلقه‌ای دیده می‌شود. ساقه‌های هوایی شقاقل، نرم و بدون انشعاب است. برخی ساقه‌های هوایی گیاه که پهن و مسطح است. بافتی کلروفیلی و شبیه به برگ دارد. این ساقه‌ها را در زبان لاتین کَلادود می‌نامند. کلادود یا برگ‌سان، پهن، دراز، نوک‌تیز به رنگ سبز روشن است و به‌صورت متناوب بر روی ساقه می‌روید. سطح زیرینِ کلادود برجستگیهایی رگبرگ مانند دارد. گل‌های شقاقل، زنگوله‌ای شکل و رنگ آن سفید یا مایل به سفید است و در خوشه‌های ۲ تا ۵ تایی به‌صورت آویزان از کنار کلادودها می‌روید. فصل شکوفایی گل‌ها، بهار است و میوه گیاه، کروی و سیاه‌رنگ است. شقاقل با تقسیم ریزوم و کاشت بذر در پاییز تکثیر می‌شود.
شقاقل در آب‌وهوای معتدل و سایه‌سار درختان و خاک‌های حاصل‌خیز با زهکشی مناسب به‌خوبی رشد می‌کند. این گیاه در برابر یخبندان مقاوم است.
ساقه زیرزمینی شقاقل سرشار از نشاسته است و مصرف خوراکی دارد. در شمال ایران از این ساقه مربا تهیه می‌کنند. این ساقه در پزشکی سنتی نیز کاربرد دارویی دارد و در درمان بیماری‌های نقرس و رماتیسم از آن استفاده می‌شود
بهره‌برداری بی‌رویه از این گیاه، در سال‌های ۱۳۸۰ تا ۱۳۹۰، آن را با خطر نابودی روبه‌رو ساخت.

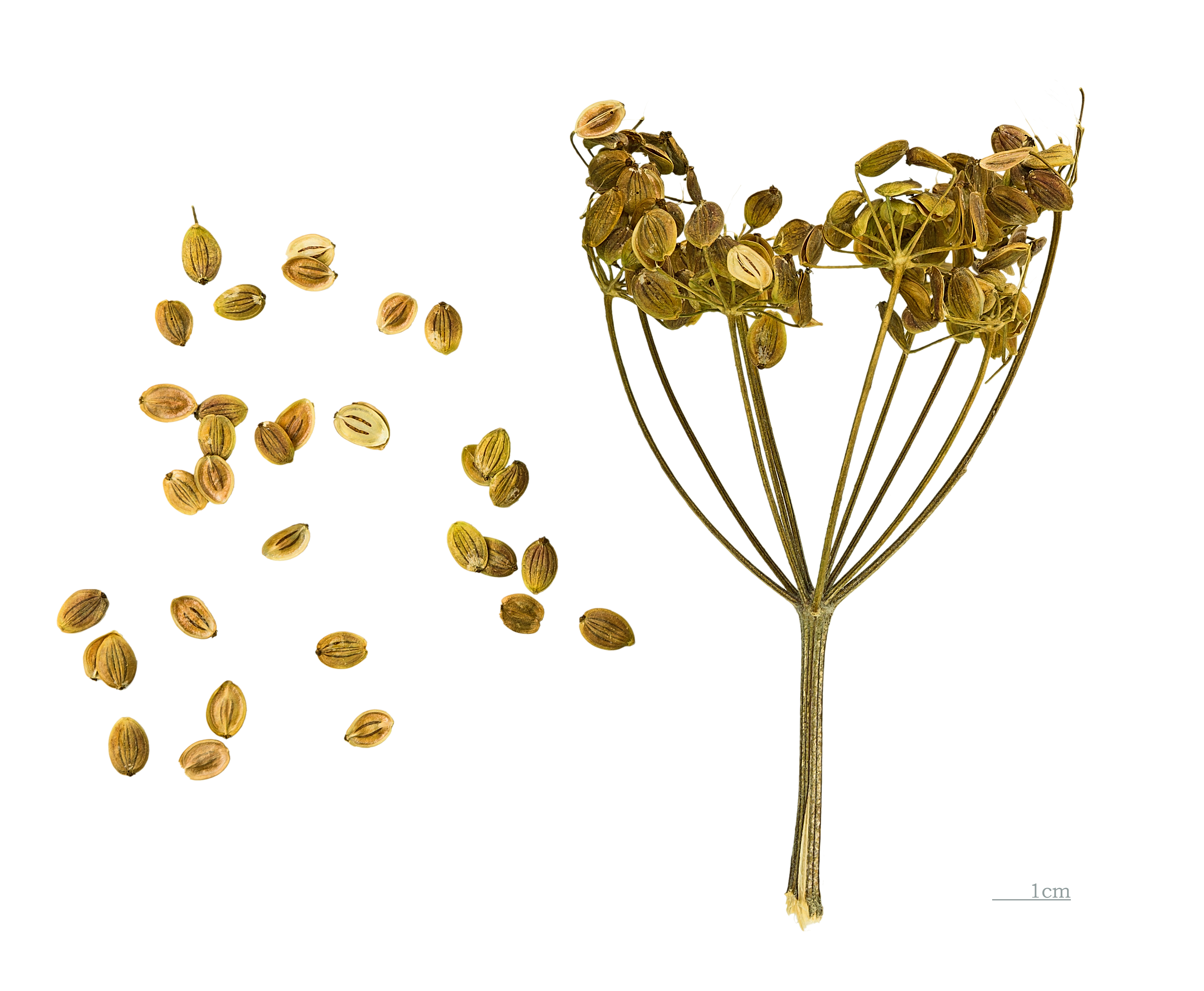
Pastinaca sativa

## شقاقل ایرانی و شقاقل معمولی
گیاه مهر سلیمان یا خاتم سلیمان که به نام شقاقل ایرانی معروف شده‌است و در حدود ۳۰ گونهٔ مختلف دارد را نباید با شقاقل که شبیه هویج و نام علمیش Pastinaca sativa L. است اشتباه کرد.
نام علمی شقاقل ایرانی یا همان مهر سلیمان Polygonatum orientale Desf است.